# Nurschat Tursynschanow
Nurschat Dilschatuly Tursynschanow (kasachisch Нұршат Ділшатұлы Тұрсынжанов, russisch Нуршат Дильшатович Турсунжанов Nurschat Dilschatowitsch Tursynschanow; geboren am 8. Februar 2003) ist ein kasachischer Skispringer.

## Werdegang
Nurschat Tursynschanow trat zwischen 2015 und 2017 bei ersten von der Fédération Internationale de Ski organisierten Wettbewerben und damit international in Erscheinung.
Am 17. November 2018 nahm er in Wisła gemeinsam mit Nikita Dewjatkin, Sabyrschan Muminow und Sergei Tkatschenko an einem Mannschaftsspringen und damit erstmals einem Wettkampf im Skisprung-Weltcup teil. Die kasachische Mannschaft schied auf dem elften Platz im ersten Durchgang aus. Bei den Nordischen Junioren-Skiweltmeisterschaften 2019 im finnischen Lahti belegte er im Einzelspringen von der Normalschanze beim Bronzemedaillengewinn von Teamkollege Tkatschenko den 61. und im Teamspringen zusammen mit Gleb Safonow, Nikita Dewjatkin und Sergei Tkatschenko den 14. Platz. Bei den Nordischen Skiweltmeisterschaften 2019 in Seefeld scheiterte der damals 16-jährige Tursynschanow mit dem 64. Rang an der Qualifikation für das Einzelspringen von der Normalschanze.
Sein Debüt im Skisprung-Continental-Cup gab Tursynschanow in der Saison 2019/20 in Vikersund mit einem 66. Rang in einem Einzelspringen von der Normalschanze. Er nahm an den Olympischen Jugend-Winterspielen 2020 in Lausanne teil und erreichte dort im Einzelspringen von der Normalschanze den 26. Platz. Im weiteren Verlauf dieser und auch in der darauffolgenden Saison 2020/21 kam er regelmäßig im Continental Cup zum Einsatz, wo ihm eine Punkteplatzierung jedoch verwehrt blieb. Bei den Nordischen Skiweltmeisterschaften 2021 in Oberstdorf war er Teil der kasachischen Mannschaft und kam im Teamspringen von der Großschanze zum Einsatz, in dem er an der Seite von Sabyrschan Muminow, Danil Wassiljew und Sergei Tkatschenko den 14. Platz erreichte.
Bei den Nordischen Juniorenskiweltmeisterschaften 2022 im polnischen Zakopane wurde er im Einzelwettbewerb 56.